# رقاقس خيطي الشكل
رقاقس خيطي الشكل (الاسم العلمي:Androsace filiformis) هو نوع من النباتات يتبع جنس الرقاقس من فصيلة الربيعية.